# ダニエル・ビダル
ダニエル・ビダル（Danièle Vidal、1952年6月27日 - ）は、モロッコ生まれのフランスの女性歌手。1970年代前半に日本で活躍したことで知られる。

## 概略
当時フランス保護領であった北アフリカのモロッコ生まれ。シャルル・アズナヴールにスカウトされ、バークレイ・レコードへ。
1969年、17歳で歌手デビューし、「Aime ceux qui t'aiment（汝を愛する者たちを愛せ）」というレコードを出した。これはロシアのポピュラー歌手エディタ・ピエーハのカバーで、新しくフランス語の歌詞をつけて本国フランスで発売された。その後、加橋かつみのソロ・アルバムのプロデューサーとして渡仏していた川添象多郎にスカウトされ、「Aime ceux qui t'aiment」に「天使のらくがき」という邦題をつけ日本で発売された。また、日本語の歌詞を付けた盤も出されるなど、彼女の活動の舞台は日本に置かれた。そのため1970年初頭より、しばしば日本に長期滞在している。当初は歌唱力にやや難があったとの意見があったらしい 。金髪碧眼で身長155センチと小柄な事からフランス人形のように愛らしいと形容され、フランス語の曲の紹介で大きな人気を得た。日本語の歌のレコードを出すだけでなく、テレビのバラエティ番組にもしばしば出演し、日本のアイドルタレントの観を呈した。本人も親日家である事を公言しており、現在もごくたまにテレビ番組等に出演した際は流暢な日本語を話している。
1980年に日本のグループ・サウンズ「チャコ&ヘルスエンジェル」のメンバー柴田功と結婚し男児をもうけたが、後に離婚。現在はドラギニャンでパートナーとレストランを経営している。

## ディスコグラフィー（日本で発売されたもの）

### シングル
- 天使のらくがき／恋はどこへ　キング HIT-1668　1969年8月20日　オリコン12位
- カトリーヌ／夢見るわたし　キング HIT-1710　1970年1月15日　オリコン24位
- カトリーヌ（日本語）／天使のらくがき（日本語）　キング HIT-1724　1970年3月1日　オリコン80位
- 小さな鳩（日本語）／今夜もさそって（日本語）　キング HIT-1725　1970年3月20日　オリコン74位
- チャオ・ベラ・チャオ（日本語）／見えない恋人（日本語）　キング HIT-1771　1970年7月10日　オリコン75位
- ピノキオ／夢見る恋人　キング HIT-1828　1970年11月10日　オリコン20位
- ピノキオ（日本語）／雪が降る　キング HIT-1842　1970年
- 恋のささやき／虹とうたおう　キング HIT-1858　1971年3月10日　オリコン98位
- オー・シャンゼリゼ／ある愛の詩　キング HIT-1893　1971年7月1日　オリコン78位
- オー・シャンゼリゼ（日本語）／小さな貝がら　キング HIT-1922　1971年9月
- ジングル・ベル／プチ・パパ・ノエル（英語版）　キング HIT-1940　1971年
- 太陽の恋人／夢のひとりごと　キング HIT-2022　1972年
- 別れのくちづけ（日本語）／こなゆき舞う夜（日本語）　キング HIT-2068　1972年11月
- 私はシャンソン／チャオ・ベラ・チャオ（日本語）　キング HIT-2115　1973年10月25日　オリコン30位
- 私はシャンソン（日本語）／天使のらくがき（日本語）　キング HIT-2126　1974年
- キングコング／恋のためいき　キング HIT-2162　1974年9月
- メルシー・ボクー／オー・シャンゼリゼー　キング HIT-2227　1975年
- おしえて下さい（日本語）／愛のうずまき（日本語）　ビクター SV-6410　1978年

### ソノシート
- 不二家チョコレートソング ショコラの歌（日本語）　不二家 番号なし非売品　ダニエル・ヴィダル表記

### アルバム
- ダニエル・ビダル・ゴールデン・プライズ　キング GP-25　1970年
- ピノキオ／ダニエル・ビダル・ゴールデン・プライズ第2集　キング GP-36　1971年2月
- オー・シャンゼリゼ／ダニエル・ビダル・ゴールデン・プライズ第3集　キング GP-45　1971年
- 別れのくちづけ・こなゆき舞う夜／ダニエル・ビダル・ゴールデン・プライズ第4集　キング GP-307　1972年
- メルシー・ボクー／ダニエル・ビダル・ゴールデン・プライズ　キング GXI-9015　1976年